# Aplocera lythoxylata
Aplocera lythoxylata är en fjärilsart som beskrevs av Jacob Hübner 1796/99. Aplocera lythoxylata ingår i släktet Aplocera och familjen mätare. Inga underarter finns listade i Catalogue of Life.